# M-pop
Nhạc đại chúng Malaysia hay nhạc đại chúng tiếng Mã Lai (tiếng Anh: Malaysian pop; tiếng Mã Lai: Pop Malaysia) hay được viết tắt là M-pop ý chỉ các dòng nhạc đại chúng ở Malaysia. Mặc dù nhạc đại chúng thể hiện bằng nhiều ngôn ngữ khác chẳng hạn như Mandopop (tiếng Hoa phổ thông) cũng phổ biến và được sản xuất tại Malaysia, nhưng nhạc đại chúng Malaysia là nói đến thứ âm nhạc được thu âm chủ yếu bằng tiếng Mã Lai ở Malaysia.
Nhạc đại chúng Malaysia bao trùm đa dạng các 
thể loại âm nhạc, ví dụ như nhạc pop, rock, hip hop, nhạc điện tử và nhạc R&B.

## Nguồn gốc và ảnh hưởng

Nhà hát Bangsawan tại Penang năm1895

### Thời kỳ đầu

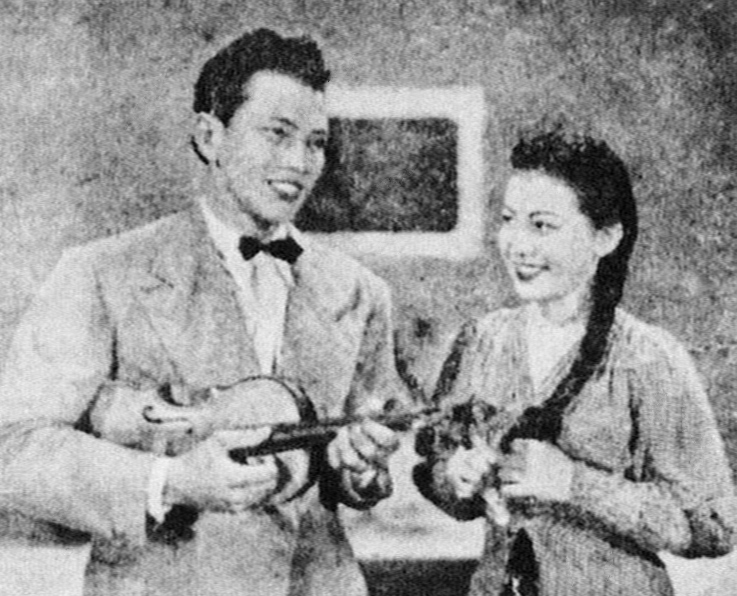
Nam ca sĩ P. Ramlee và nữ ca sĩ Kasma Booty vào năm 1950

## Ảnh hưởng tại Việt Nam

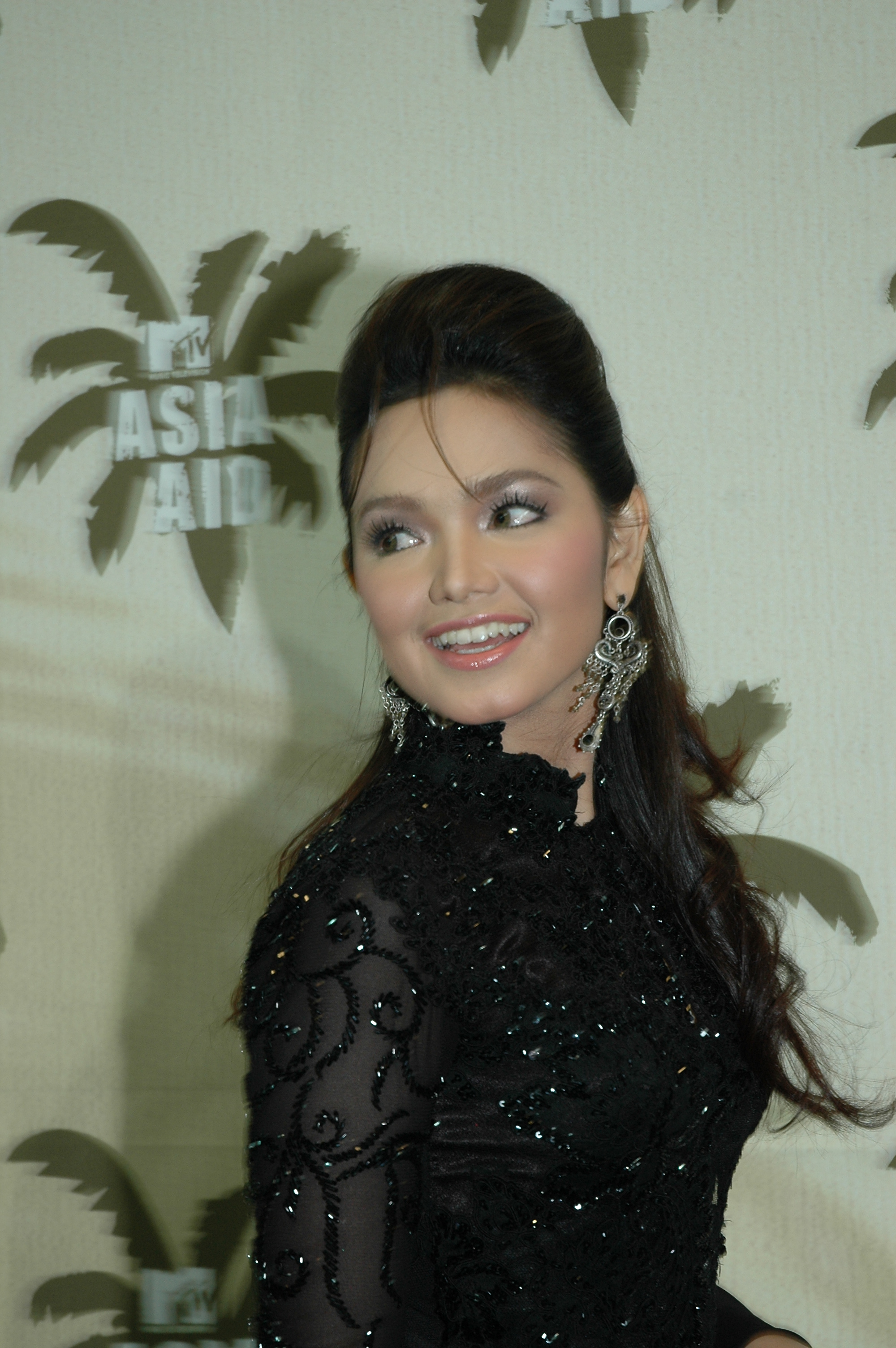
Siti Nurhaliza, cô ca sĩ được mệnh danh là công chúa nhạc pop Malaysia